# بخش کریت، شهرستان چیپوا، مینه سوتا
بخش کریت (به انگلیسی: Crate Township) یک منطقهٔ مسکونی در ایالات متحده آمریکا است که در شهرستان چیپوا، مینه‌سوتا واقع شده‌است.
 بخش کریت ۹۲٫۹ کیلومتر مربع مساحت و ۲۴۷ نفر جمعیت دارد و ۳۲۰ متر بالاتر از سطح دریا واقع شده‌است.